# قلعة صلاح الدين الأيوبي (سوريا)
قلعة صلاح الدين الأيوبي أو قلعة صهيون إحدى قلاع جبال الساحل السوري في محافظة اللاذقية في سوريا. تتربع فوق قمة مرتفعة وتحيط بها الغابات والمناظر الرائعة وكانت تسمى لزمن غير قصير بقلعة صهيون أو السون، وأصبحت اليوم تحمل اسم قلعة صلاح الدين الأيوبي تيمناً بذكرى القائد الإسلامي الكردي صلاح الدين الأيوبي. وفي عام 2006 مـ سجلت القلعة على لائحة التراث العالمي إلى جانب قلعة الحصن 

## الموقع
تقع قلعة صلاح الدين شرقي مدينة اللاذقية قرب مدينة الحفة منتصبة على ارتفاع 410 م، عن سطح البحر فوق قمة صخرية ممتدة طولا ومؤطرة بواديين عميقي الغور يجري فيهما سيلان يجتمعان سوية تحت قسمها الغربي وهي في منظرها العام أشبه ما تكون بمثلث متساوي الساقين متطاول الشكل ترتكز قاعدته في الجهة الشرقية ويبلغ طولها 740 م أما مساحته فتزيد عن 5 هكتار.

## وصف القلعة
تنقسم القلعة إلى قسمين متميزين عن بعضهما؛ قسم شرقي مرتفع فيه أغلب التحصينات الهامة وقسم غربي ينخفض انخفاضًا ظاهرا عن القسم السابق وإلى الشرق من القسم المرتفع عند هضبة مسطحة كانت متصلة بادئ الأمر بالرأس الصخري الذي نهضت القلعة من فوقه ثم فصلت عنه بخندق نحت في الصخرة. حظيت القلعة بإعجاب العلماء فقيل فيها بأنها ربما كانت أجمل نموذج لفن العمارة العسكرية في سوريا وأن أطلالها ربما تكون من أكثر ما خلفته «سوريا القرون الوسطى» إثارة للدهشة والروعة في هذه المنطقة.
إنها أكبر القلاع التي بناها الصليبيون مساحة، زد على أنها أجمل شاهد لدينا على الفن العسكري الفرنسي في القرن الثاني عشر فلا تجد في أي مكان آخر عمارة من ذلك العصر تضاهيها قوة، وإنشاء يضاهيها كمالًا في حسن التنفيذ مرت القلعة في القرون الوسطى بأحداث مهمة كانت مسرحًا لها وصدرت دراستان هامتان عنها باعتبارها من فن العمارة الصليبية، فرفع أحد المهندسين الفرنسيين وضعها الراهن عام 1929 م. وفي عام 1937 م، تم ترميم بوابة الحَمَام العربي (الغربي) ورممت بذلك بعض الأبنية كما استخرجت بعض الإنشاءات العمرانية الأخرى التي كانت مطمورة، ومنذ عام 1966 م. والمديرية العامة للآثار والمتاحف في سوريا تقوم بأعمال الترميم والصيانة ويزور القلعة السياح باستمرار.

## تاريخ القلعة عبر العصور
كانت تابعة لسلطة جزيرة أرواد في عهد اليونان وفي القرن الرابع ق.م، سلم ابن ملك أرواد للمنتصر المكدوني المدينة المسماة سيفون وهو أول من اقترح اعتبار اسم سيفون مصدر اسم صهيون الذي حملته القلعة خلال القرون الوسطى حيث أن الإغريق لم يكونوا يلفظون جرف الجيم عند وصول العرب والوحيد من المؤرخين العرب الذي ذكرها معربًا هو أبو الفداء وقد كتبه صَهْيُون بفتح الصاد وسكون الهاء وضم الياء التي ذكرها ياقوت الحموي.
- صهيون: مأخوذة عن اليونانية (تسيغون - تسيجون) الجيم مصرية، بمعنى الحصن.

كانت تدعى مدينة صهيون العظيمة كما يروي ياقوت الحموي في معجم البلدان وحاليا تدعى الحفة.

## العهد الحمداني
رغم أننا لا نرى أي أثر من عهد الحمدانيين بالقلعة إلا أن التاريخ يشير إلى أن سيف الدولة الحمداني استولى على القلعة واتخذ منها حصنًا من حصونه.

## العهد البيزنطي
من 975 م حتى 1108 م: يروي التاريخ أن الإمبراطور ابن الشمشقيق اجتاح سوريا عام 975 م. ودانت له مدينة صهيون وبقيت القلعة بيد البيزنطيين حتى قدوم الفرنجة إلى اللاذقية حيث مكثوا فيها حوالي مائة وعشرين عاما وتركزت تحصيناتهم في القسم الشرقي من القلعة فكانت القمة البيزنطية والأسوار المحيطة تشمل مجمل رأس الصخري ومنازل السكن في القسم الغربي المنخفض حيث كانت القلعة على اتصال مع الهضبة.

## القلعة والصليبين

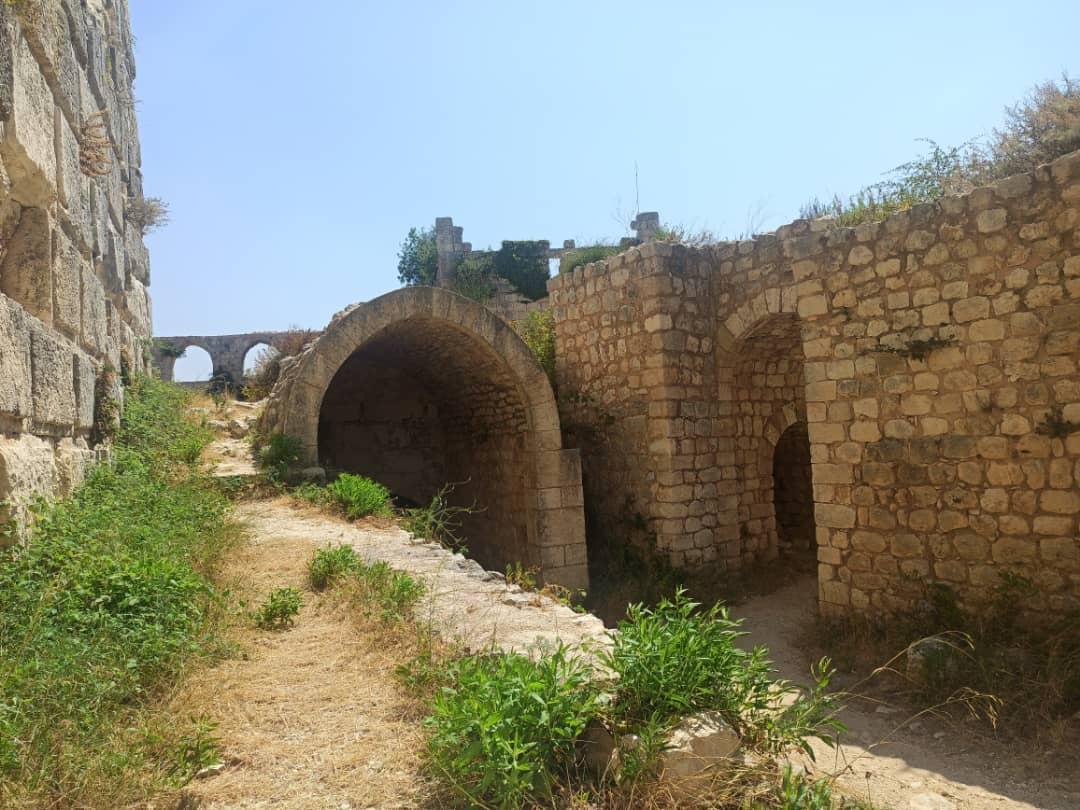
أنفاق قلعة صلاح الدين

احتل الفرنجة اللاذقية عام 1108 م، وربما تم الاستيلاء على القلعة حينها وفي العام الواقع في 1119 م. كان الاحتلال قد وقع وهو تاريخ وفاة الحاكم الذي لقب بصاحب صهيون واسمه روبير بن فولك. وتعود قلعة صهيون في حقيقة الأمر إلى القلاع الإقطاعية التي يرجع تاريخها إلى بداية الاحتلال الغربي، ويقول فيها أحد المؤرخين (يبدو أن صهيون كانت من أهم القلاع العسكرية التي بناها الفرنجة مع بداية احتلالهم للبلاد حيث قلعة الحصن لم تكن سوى برج بسيط بالمقارنة مع قلعة صهيون المنيعة)، وفي عودة للخريطة يتبين لنا أن حصننا هذا كان من أبرز معالمه موقعه الجبلي الشديد الوعورة فقد كان في منأى عن طريق المواصلات حيث يوفر له ذلك الحماية إلا أنه لا يساعده على أن يلعب دورًا هامًا إذا ما هدد المنطقة خطر ما، وبقي الفرنج في صهيون نحو ثمانين عامًا حافظت القلعة على مناعتها وقوتها حتى نهاية عهدهم، وقد وصفها ابن شداد الذي كان يصحب السلطان صلاح الدين الأيوبي عند تحريرها فقال «وهي قلعة حصينة منيعة في طرف جبل خنادقها أودية هائلة واسعة عظيمة، وليس لها خندق محفور إلا من جانب واحد مقدار طوله -60- ذراعًا أو أكثر وهو نقر في الحجر ولها ثلاثة أسوار سورين دون القلعة وسور القلعة»، أما عماد الدين الأصفهاني فيقول «إنها قلعة على ذروة جبل في مجتمع واديين محيطين بها من جانبين والجانب الجبلي قد قطع بخندق عميق وسور وثيق والقلعة ذات أسوار خمسة وكأنها خمسة هضاب».

## القلعة بيد صلاح الدين

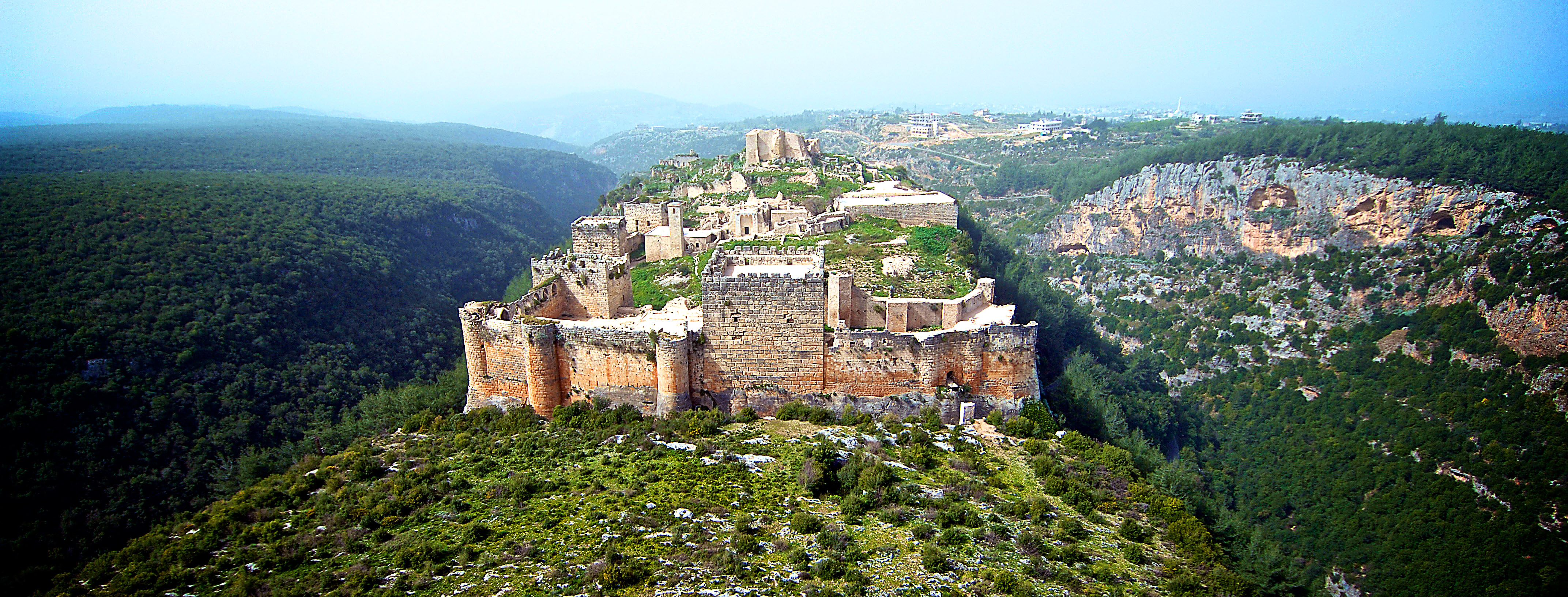
إطلالة على قلعة صلاح الدين الأيوبي في جبال الساحل السوري.

حرر صلاح الدين القلعة في 26-29 تموز عام 1188 م. بدأ صلاح الدين حملته الكبرى ضد الصليبيين عام 1187 م. وتغلغل في سوريا ووصل طرطوس علي الساحل السوري في تموز ثم اتجه شمالًا مغادرًا جبلة في 20 تموز، ودامت معركته يومين للاستيلاء على اللاذقية ثم اتجه السلطان صلاح الدين على رأس جيشه باتجاه القلعة يرافقه في تلك الحملة ابنه - الظاهر غازي - وجيشه كتب عنها المؤرخون الذين صحبوه فقالوا: «وأخذنا على سمت صهيون وهو حصن يفوق الحصون وطلبناه كما يطلب الدائن المديون، وكان الطريق إليه في أودية وشعاب ومنافذ صعاب ومضائق غير رحاب وأوعاث وأوغار وأنجار وأغوار، وقطعنا تلك الطريق في يومين ووصلنا ليلة الثلاثاء بليلة الاثنين وخيمنا على صهيون ليلة الثلاثاء..».

وعلى الأغلب وصل الجيشان إلى الهضبة الشرقية المعروفة بجبل التون، وقامت عناصر استطلاعية بإطلاعها على الواجهة الجنوبية فاستحسن القائد وابنه دخول القلعة من الواجهة الشمالية للقسم الغربي فالوادي هناك قليل الانحدار والصعود منه أسهل من أي مكان آخر والسور لم يكن من الضخامة بحيث لا يمكن اختراقه وهو بالإضافة لذلك خالي من الأبراج الدفاعية في جزءه الأكبر فكان أن قاد الملك الظاهر الهجوم من هذه الجهة ولإشغال أكبر عدد من رجال 

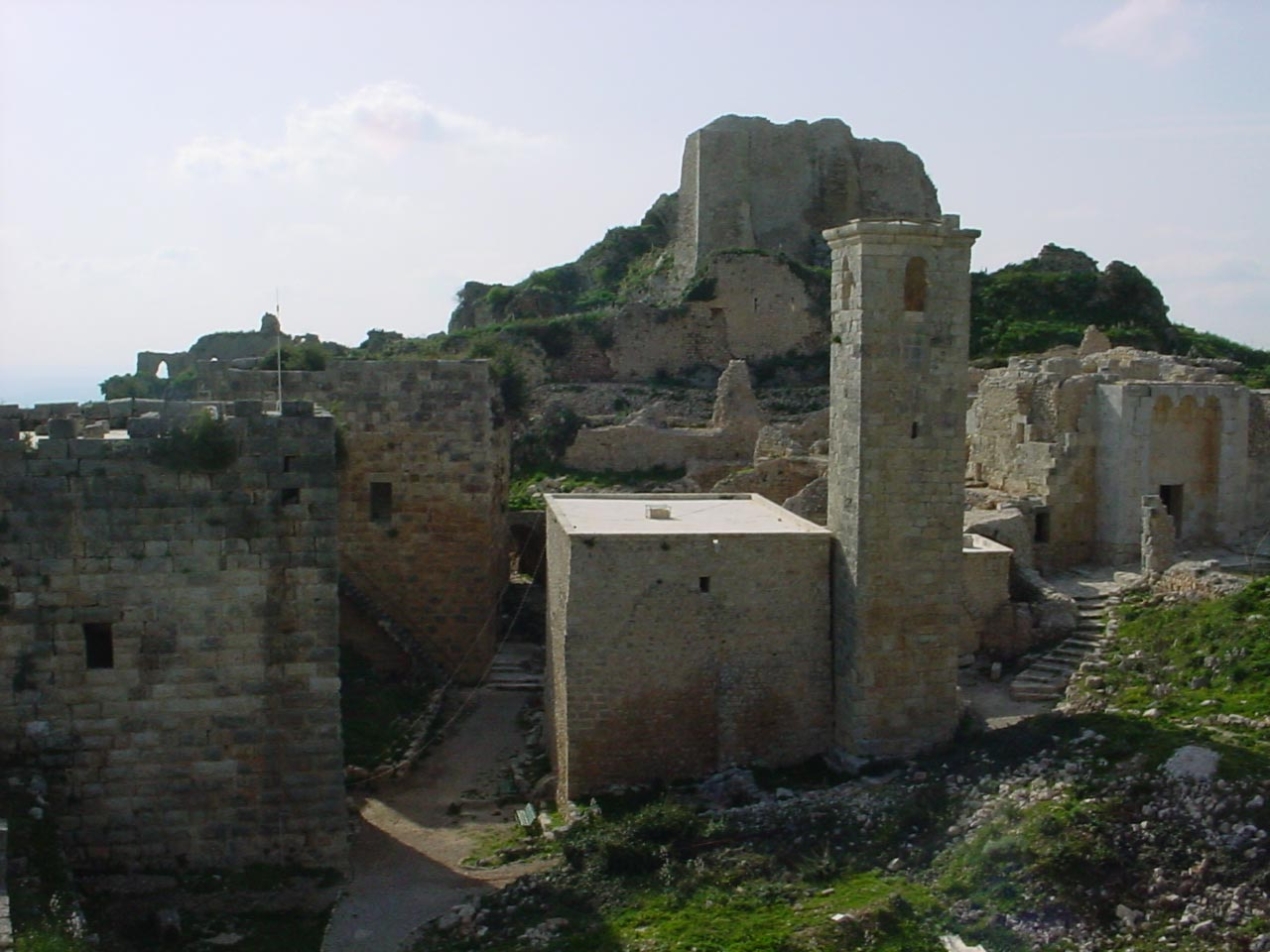
مشهد داخلي لقلعة صلاح الدين.

الحامية الصليبية نصب السلطان منجنيقاته على الهضبة الشرقية في حين نصب الملك الظاهر منجنيقان فقط على الواجهة الشمالية للقسم الغربي حيث نزل إلى المكان الضيق من الوادي ونصب عليه المنجنيقات فرمى الحصن منه، والمنجنيق آلة حربية سادت في القرون الوسطى واستعملت لرمي الحجارة عن بعد إلى مسافة تزيد عن الألف متر، ويصل وزن بعض الحجارة إلى (300) كغ. مما سبب أضرارًا كبيرة بالسور في ذلك الموضع، ودامت المعركة يومي الأربعاء والخميس وكان الهجوم العام للمسلمين يوم الجمعة حيث حررت القلعة وسلم حصن صهيون بجميع أعماله وسائر ما حواه من ذخائر وأموال إلى الأمير ناصر الدين منكورس - أسد العرين - وأمير المجاهدين كما وصفه عماد الدين الذي حصّن صهيون وجعله من أحسن الحصون، وبعد وفاة صلاح الدين أعلن ولاءه لابن صلاح الدين على أن تبقى صهيون له، وكان له علاقاته مع الدول الخارجية. وتتالت خلافة أولاد منكورس بعد موته على الحكم في القلعة إلى أن سلمت للمماليك بعد تصديهم للمغول في معركة عين جالوت.

## عهد المماليك

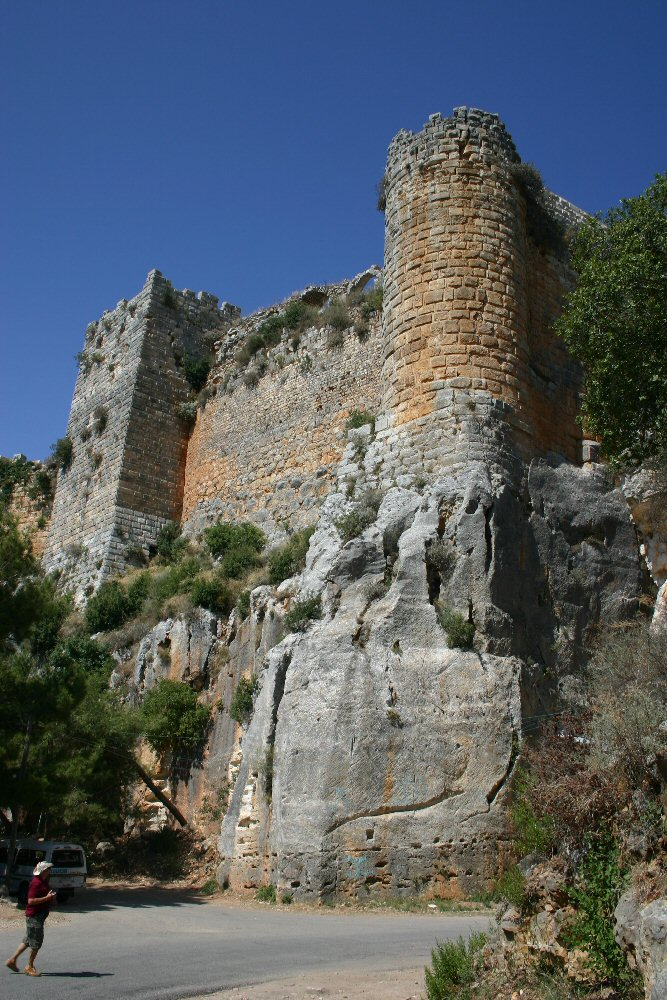

تسلم الظاهر بيبرس المملوكي قلعة صلاح الدين في عام 1272 م. وعندما أصبح الملك قلاوون سلطانًا على القاهرة تمرد عليه نائب السلطان بدمشق سنقر الأشقر ودعا الأمراء في دمشق لطاعته فأجابوه وتلقب بالملك الكامل وحصل على تأييد باقي البلاد ومنها صهيون، وعندما احتدمت الأمور بينه وبين قلاوون لجأ إلى صهيون وحاول كسب تأييد المغول ضد قلاوون إلا أنه لم يتحالف رسميًا معهم واكتفى برسالة تشجعهم على القدوم فكان الهجوم المغولي من قبلهم عام 1280 م. ولكنه عاد ووقف إلى جانب قلاوون لرد المغول باعتبارهم العدو المشترك، وكان الصلح بينهما عام 1281 م. حيث تنازل شنقر مقابل بعض الإمارات الشمالية عن قلعة شيزر وبقيت السلطة الشرعية بيد قلاوون وعند الهجوم الجديد للتتار، اجتمع السلطان قلاوون وشنقر بحمص لرد الخطر المشترك في ذلك الوقت علم قلاوون بمحاولة شنقر لفت انتباه التتار برسالته القديمة فتكدر ما كان بينهما من صفاء، وحاول قلاوون احتلال صهيون إلى أن أشرف على أخذ الحصن عنوة وكان أن سلمها شنقر دون قتال واستقبله السلطان وأولاده في مصر وتصافيا وأغدق عليه من عطاياه وأضحى أحد أكابر أمراء الدولة. وسكن العرب القلعة منذ عهد منكورس ورممت في عهد شنقر، ومن ثم في عهد نواب قلاوون ومن جاء بعدهم ووصفها أبو الفداء في القرن الرابع عشر في النصف الأول منه قائلًا
.
وكان سيباي آخر من حكم القلعة بالنيابة عام 1500 م. حيث احتل العثمانيون سوريا عام 1516 م. فهجرت قلاع كثيرة منها قلعة صلاح الدين بعد سقوط المماليك. وبقيت القلعة طيلة قرون عديدة مهجورة لوحشة كئيبة وخاصة أن موقعها النائي الصعب قد صرف الأنظار عنها فترعرعت من فوق أطلالها الباقية الأشواك والأعشاب البرية ونبتت الأشجار فوق أسوارها وحتى في أعلى أبراجها فأضحت الضباع وأبناء آوى تبحث عن مخابئ لها في تلك الخرائب التي كانت في يوم من الأيام سكن وقصور للبيزنطيين والصليبيين والعرب، وبقيت كذلك حتى لفت الانتباه إليها بعض الرحالة الأجانب فنبهوا العالم لها فارتفعت شيءًا فشيئًا من ظلمات الوادي السحيق وهي اليوم تشمخ بكل جلالة وروعة الماضي متأهبة لاستقبال زوارها.

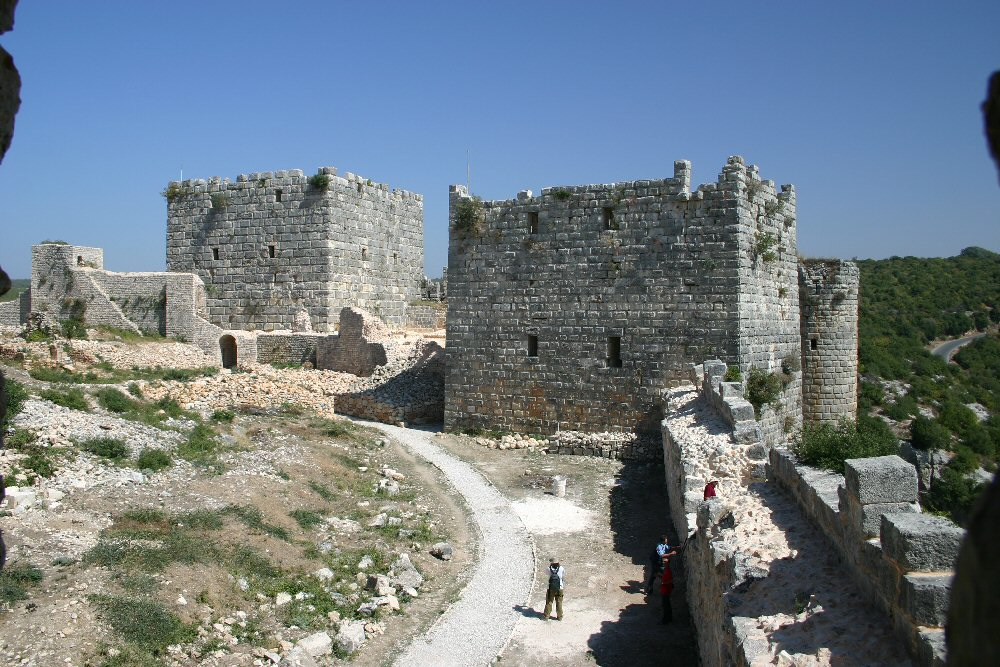

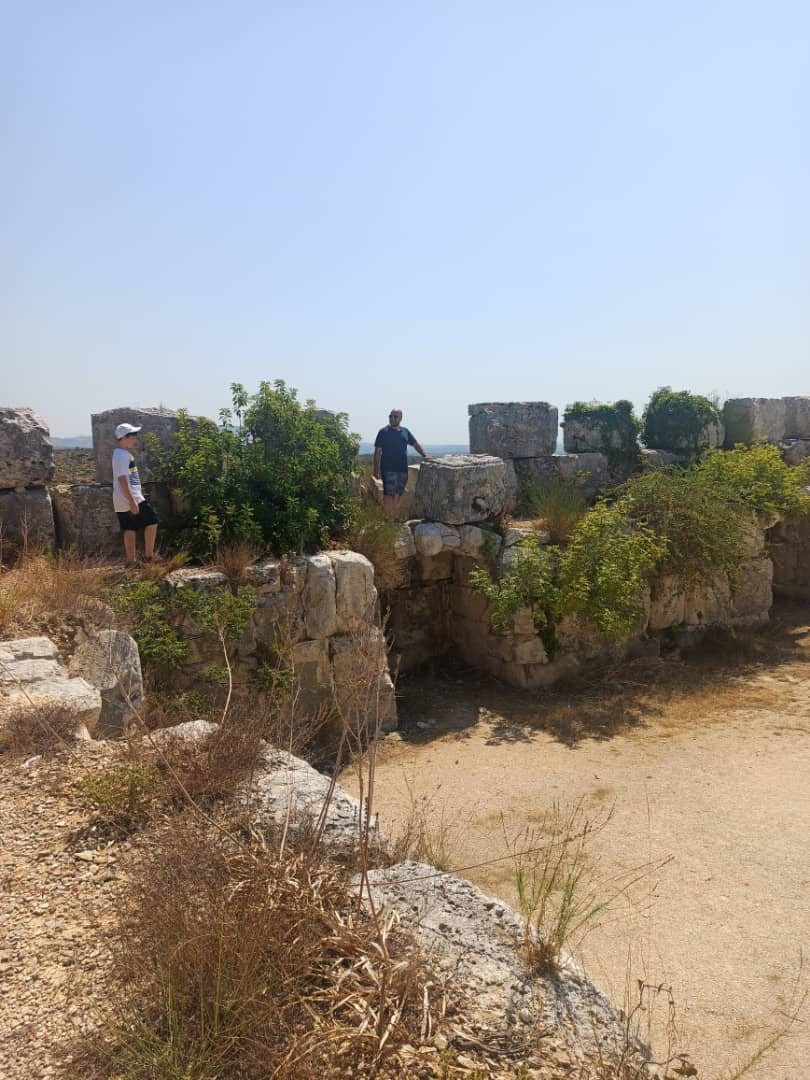
قلعة صلاح الدين

## وصلات خارجية
- قلعة صلاح الدين الأيوبي